# منطقه ویژه اقتصادی انرژی پارس
منطقه ویژه اقتصادی انرژی پارس (عسلویه و کنگان) در جنوب شرقی استان بوشهر در حاشیه خلیج فارس در ۳۰۰ کیلومتری جنوب شرقی بندر بوشهر و واقع درگستره جغرافیایی شهرستان عسلویه و شهرستان کنگان قرار دارد و حدود ۱۰۵ کیلومتر از میدان گازی پارس جنوبی که در میان خلیج فارس واقع شده (دنباله حوزه گنبدشمالی قطر) فاصله دارد.
این منطقه اقتصادی در سال ۱۳۷۷ طبق مصوبه شورای عالی مناطق آزاد تجاری-صنعتی برای بهره‌برداری از منابع نفت و گاز حوزه پارس جنوبی و انجام فعالیت‌های اقتصادی در زمینه نفت و گاز و پتروشیمی در محدوده نوار ساحلی عسلویه و خلیج نایبند به وسعت ۳۰ هزار هکتار تأسیس شد.
سازمان منطقه ویژه اقتصادی انرژی پارس به نمایندگی از وزارت نفت و شرکت ملی نفت ایران وظیفه اداره و راهبری حوزه عملیاتی پارس جنوبی، پارس کنگان و پارس شمالی را بر عهده دارد؛ فعالیت‌های اصلی شامل تعریف، تصویب (طراحی، اجرا، بهره‌برداری و نگه‌داری) ایجاد و احداث زیر ساخت‌های عمومی است.
این سازمان شامل سه منطقه پارس یک (پارس جنوبی) شامل ۱۴هزار هکتار، منطقه پارس دو (پارس کنگان) با ۱۶هزار هکتار و منطقه سه (پارس شمالی) با۱۶هزار هکتار مساحت هدف پشتیبانی از طرح توسعه بزرگ‌ترین میدان گازی جهان (میدان گازی مشترک پارس جنوبی) ونیز۵میدان گازی گلشن، فردوس، مند، پارس شمالی و فرزاد در سال۱۳۷۷ تأسیس شده‌است.

## شرکت‌های تابعه

تصویر پشت ایران چک ۱۰۰ هزار تومانی جدید با نمایی از شرکت‌های واقع در میدان گازی پارس جنوبی در استان بوشهر (شهرستان عسلویه)

وزارت نفت در منطقه ویژه اقتصادی انرژی پارس توسط معاونت اصلی این وزارتخانه فعالیت‌های خود در مجموعه و با نظارت سازمان منطقه ویژه اقتصادی انرژی پارس پیگیری می‌نماید.
- - شرکت مجتمع گاز پارس جنوبی:

شرکت مجتمع گاز پارس جنوبی(SPGC)(سهامی خاص) به منظوره بهره‌برداری از فازهای توسعه‌ای میدان گازی پارس جنوبی به عنوان یکی از شرکت‌های فرعی ملی گاز ایران در تاریخ۱۳۷۷/۷/۲۸ تأسیس گردید. این شرکت مسوولیت بهره‌برداری از تأسیسات خشکی فاز ۱ الی ۱۰ پارس جنوبی را عهده‌دار می‌باشد.
- پالایشگاه‌های در حال بهره‌برداری میدان گازی پارس جنوبی

1. پالایشگاه فاز ۱ (پالایشگاه اول)
2. پالایشگاه فازهای ۲ و ۳ (پالایشگاه دوم)
3. پالایشگاه فازهای ۴ و ۵ (پالایشگاه سوم)
4. پالایشگاه فازهای ۶ و ۷ و ۸ (پالایشگاه چهارم)
5. پالایشگاه فازهای ۹ و ۱۰ (پالایشگاه پنجم)
6. پالایشگاه فاز ۱۲ (پالایشگاه نهم)

- - شرکت نفت و گاز پارس:

شرکت نفت و گاز پارس (POGC) به عنوان یکی از شرکت‌های زیر مجموعه شرکت ملی نفت ایران در اول دیماه ۱۳۷۷ تأسیس گردید. این شرکت مسوولیت توسعه کلیه فازهای میدان گازی پارس جنوبی و توسعه میدان‌های گاز پارس شمالی، گلشن و فردوسی و همچنین توسعه لایه نفتی پارس جنوبی را در آب‌های خلیج فارس دارا می‌باشد
- طرح‌های در حال توسعه میدان گازی پارس جنوبی:

1. طرح توسعه فاز ۱۱
2. طرح توسعه فاز ۱۳
3. طرح توسعه فاز ۱۴
4. طرح توسعه فازهای ۱۵ و ۱۶
5. طرح توسعه فازهای ۱۷ و ۱۸
6. طرح توسعه فاز ۱۹
7. طرح توسعه فازهای ۲۰ و ۲۱
8. طرح توسعه فازهای ۲۲ و ۲۳ و ۲۴

## مناطق عملیاتی
۱-منطقه پارس۱(پارس جنوبی):این منطقه با۱۴هزار هکتار وسعت شامل۱۶فاز فرآوری گاز و۱۵مجتمع پتروشیمی و نیز صنایع پایین دستی به بهره‌برداری رسیده‌است و فاز۱۵٬۱۶٬۱۷٬۱۸٬۲۰٬۲۱ نیز در این منطقه در حال ساخت می‌باشد
۲-منطقه پارس۲ (پارس کنگان):اراضی منطقه پارس۲ (پارس کنگان) به وسعت۱۶هزار هکتار که شامل ۸فاز پالایشگاهی و یک طرحLNG می‌باشد و۸مجتمع پتروشیمی (طرح پالایشی سیراف) می‌باشد. ساخت فازهای۱۱٬۱۲٬۱۳٬۱۴٬۱۹٬۲۲٬۲۳٬۲۴و کارخانه(IRAN LNG) در این منطقه قرار دارد
۳-منطقه پارس۳(پارس شمالی):اراضی پارس شمالی ۱۶هزار هکتار که به منظور پشتیبانی از طرح توسعه میدان‌های گازی پارس شمالی، گلشن، فردوسی و فرزادA,B در این حوزه عملیاتی قرار دارد

## گسترش صنعت نفت و گاز در منطقه ویژه اقتصای انرژی پارس

منطقه ویژه اقتصادی انرژی پارس (عسلویه) در شب

گسترش صنعت گاز کشور درسال‌های اخیراً روند رشد پر شتابی را آغاز کرده‌است. ایران منابع گازی سرشاری دارد و گاز یکی از منابع اصلی تأمین کننده انرژی خصوصاً در دهه‌های آینده می‌باشد. از این رو باید تلاش کرد تا جایگاه مناسبی دربازار گاز منطقه و جهان به‌دست‌آورد و از رقبا بازنماند. ایران مخازن مشترکگازی با کشورهای همسایه دارد که پارس‌جنوبی برجسته‌ترین آن هاست. گسترش این میدان و عقب نماندن از قطر در بهره‌برداری از آن اهمیت‌خاصی دارد. (گاز می‌تواند صادرشود یا جایگزین مناسب نفت و مشتقات آن گردد گسترش میدان پارس جنوبی در اولویت برنامه‌های صنعت گاز قراردارد. گسترش این میدان را می‌توان نقطه عطفی در تاریخ صنعت گاز کشور دانست.

## پارس جنوبی و محیط زیست
به جرات می‌توان منطقه پارس جنوبی را به عنوان آلوده‌ترین منطقه صنعتی دنیا برشمرد. آلودگی ناشی از تأسیسات صنعتی به بهره‌برداری رسیده که از نظر میزان آلایندگی در دنیا بینظیر می‌باشند، در سه بعد آلایندگی هوا، آب و خاک سبب تخریب گسترده محیط زیست و پوشش گیاهی و جانوری شده‌است. استمرار این وضعیت همچنین سبب شیوع بیماری‌های ناشناخته و مادرزادی در میان نوزادان و ساکنین منطقه شده‌است. این میزان آلایندگی با بی‌توجهی دولتمردان و کارگزاران نظام پس از تأسیس منطقه ویژه اقتصادی پارس همراه بوده‌است.

## اهداف صنعت نفت و گاز در منطقه ویژه اقتصای انرژی پارس

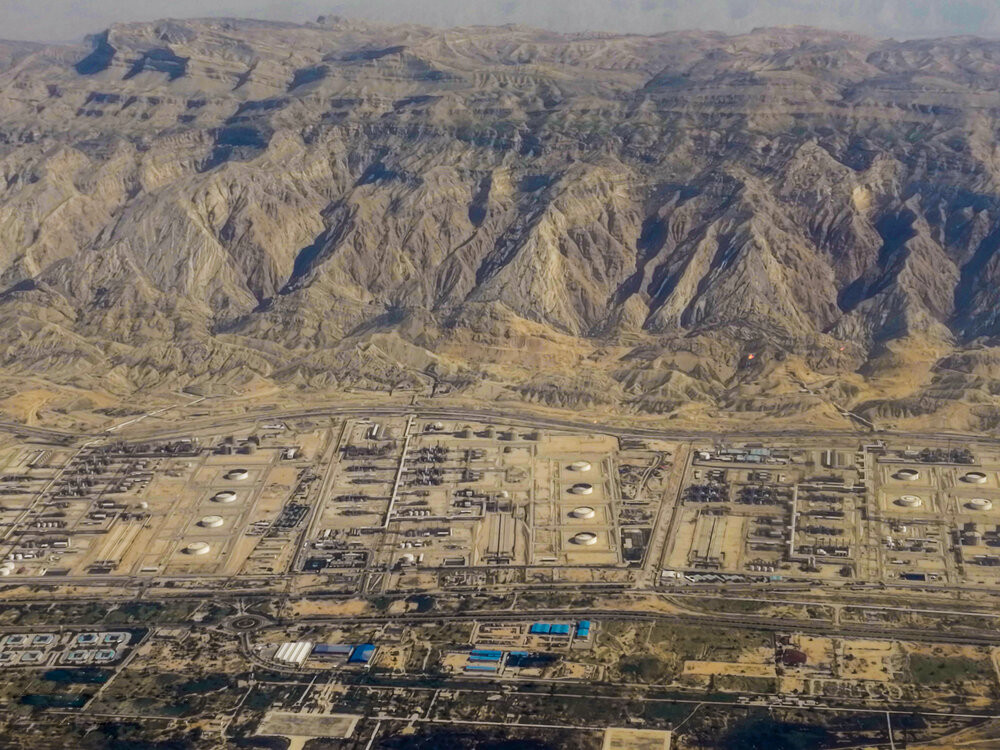
تصویری هوایی از منطقه ویژه اقتصادی انرژی پارس در عسلویه

۱. طراحی۲۴فاز که در هر مرحله یا فاز گسترش این میدان برای تولید ۲۵ میلیون متر مکعب گاز طبیعی، ۴۰ هزار بشکه میعانات گازی و ۲۰۰تن گوگرد در روز طراحی شده‌است. از رسته سیاست‌های‌اجرایی این طرح فعال کردن شرکت‌های‌داخلی در انجام آن و تأمین تجهیزات مورد نیاز از بازار داخلی است).
1. از دیدگاه بها و نکته‌های زیست‌محیطی گاز جایگزین مناسبی برای نفت و دیگر عامل‌های درکشورمی باشد. (گسترش شبکه مصرف گازطبیعی در کشور)
2. تزریق گاز به میادین‌نفتی موجب افزایش بازیافت این مخازن می‌شود. با توجه به شرایط خاص مخازن نفتی کشور، تزریق گاز یکی از سیاست‌های گسترش این صنعت می‌باشد. (گاز فرآوری شده برخی از فازهای پارس‌جنوبی برای تزریق به معدن‌آغاجاری است)

۴. گاز به‌عنوان خوراک کارخانه‌های پتروشیمی می‌تواند ماده اولیه تولید فراورده‌ای شود که ارزش افزوده بیش‌تری دارند. (گسترش صنعت پتروشیمی درمنطقه‌ساحلی مجاور میدان گازی پارس جنوبی با ایجاد حدود ۲۵ فاز پتروشیمی)
۵. برنامه‌ریزی برای تأسیس کارخانه‌های تبدیل گاز به فرآورده‌های با ارزش یاگاز به مایع
۶. احداث خط لوله صادرات گاز و تلاش برای صادرات گاز به وسیله خط لوله یا گاز مایع شده ال‌ان‌جی به دیگر کشورها خصوصاً کشورهای منطقه.